# Марти, Кристиан
Кристиан Марти (нем. Christian Marti; род. 29 марта 1993, Бюлах, Швейцария) — швейцарский хоккеист, защитник клуба «Цюрих Лайонс». Игрок сборной Швейцарии по хоккею с шайбой.

## Биография
Кристиан Марти — воспитанник хоккейного клуба «Клотен Флайерз». В сезоне 2011/дебютировал на профессиональном уровне в высшей лиге Швейцарии. В 2011 году выступал за сборную Швейцарии на юниорском чемпионате мира, в 2012 и 2013 годах — на молодёжных. Сезон 2012/13 провёл в Северной Америке, выступая в хоккейной лиге Квебека за клуб «Блейнвиль-Буазбрианд Армада». В составе клуба не закрепился и вернулся в Швейцарию, подписав контракт с клубом «Женева-Серветт». Провёл 2 сезона за клуб. 1 мая 2015 года подписал контракт новичка с клубом НХЛ «Филадельфия Флайерз». Сезон 2015/16 провёл в фарм-клубах «Филадельфии», так и не сыграв ни одного матча в НХЛ. В 2016 году перешёл в клуб «Цюрих Лайонс». В 2016 году впервые сыграл на чемпионате мира по хоккею с шайбой за команду Швейцарии.